# Liste der Kulturgüter in Biel/Bienne
Die Liste der Kulturgüter in Biel/Bienne enthält alle Objekte der Stadt Biel/Bienne im Kanton Bern, die gemäss der Haager Konvention zum Schutz von Kulturgut bei bewaffneten Konflikten, dem Bundesgesetz vom 20. Juni 2014 über den Schutz der Kulturgüter bei bewaffneten Konflikten sowie der Verordnung vom 29. Oktober 2014 über den Schutz der Kulturgüter bei bewaffneten Konflikten unter Schutz stehen.

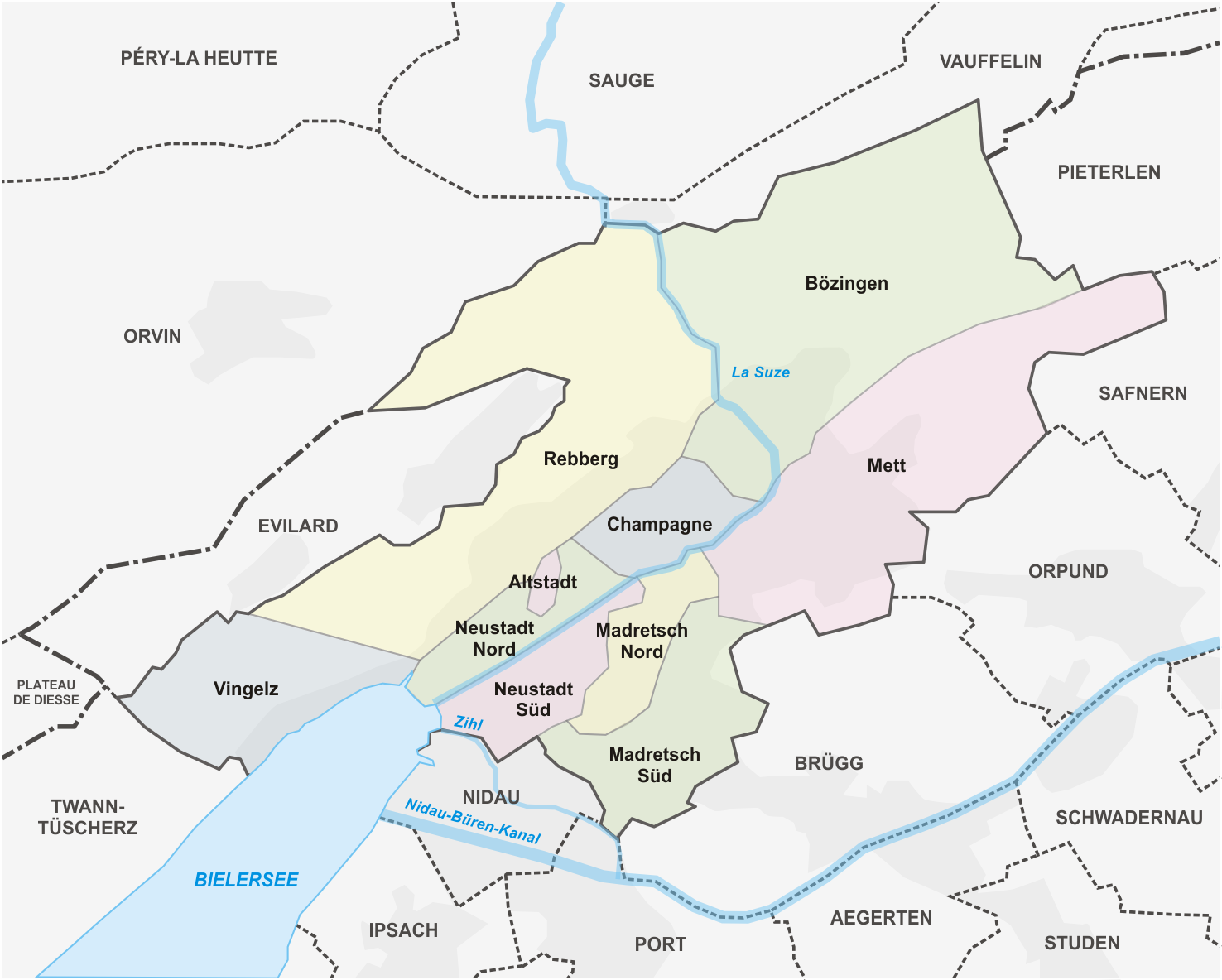
Stadtteile von Biel

Aufgrund der grossen Anzahl an Objekten ist die Liste dreigeteilt:
- Liste der Kulturgüter in Biel/Bienne (Altstadt) – alle Objekte in der Bieler Altstadt
- Liste der Kulturgüter in Biel/Bienne (Neustadt) – mit den Stadtteilen Neustadt Nord und Neustadt Süd
- Liste der Kulturgüter in Biel/Bienne (äussere Stadtteile) – mit den Stadtteilen Bözingen, Champagne, Madretsch Nord, Madretsch Süd, Mett, Rebberg und Vingelz